# 11043 Pepping
11043 Pepping è un asteroide della fascia principale. Scoperto nel 1989, presenta un'orbita caratterizzata da un semiasse maggiore pari a 2,3806912 UA e da un'eccentricità di 0,2063246, inclinata di 5,18286° rispetto all'eclittica.